# Grande rivière de la Baleine
Grande rivière de la Baleine är ett vattendrag i Kanada.   Det ligger i provinsen Québec, i den östra delen av landet, 1 100 km norr om huvudstaden Ottawa.
Trakten runt Grande rivière de la Baleine är nära nog obefolkad, med mindre än två invånare per kvadratkilometer.